# Auguste Hoffmann
Auguste Hoffmann (* 2. Dezember 1902 in Halle (Saale); † 24. Oktober 1989 in Berlin) war eine der ersten deutschen Sportmedizinerinnen.

## Leben
Als Tochter des Hauptmannes Ulrich Hoffmann wechselte sie entsprechend der Versetzungen ihres Vaters häufig die Schulen, ehe sie an der Cecilienschule in Berlin-Wilmersdorf ihr Abitur zu Ostern 1922 bestand und zunächst ein Medizinstudium an der Universität Halle für zwei Semester begann, dann eine Ausbildung an der Preußischen Hochschule für Leibesübungen in Berlin-Spandau 1923/24 abschloss, ehe sie in Halle an der Albert-Ludwigs-Universität Freiburg und der Universität Wien von 1925 bis 1927 ihr Medizinstudium fortsetzte. Ihr Physikum schloss sie Ostern 1925 in Halle ab sowie zwei Jahre darauf ihr Staatsexamen. Mit einer Doktorarbeit bei Ernst Chaim Wertheimer wurde sie im Januar 1927 promoviert.
Nach der Approbation 1929 war sie zunächst als niedergelassene Ärztin in Berlin tätig. Hierbei hielt sie auch eine Sprechstunde im Deutschen Sportforum ab. Nach der Machtübernahme der Nationalsozialisten wurde sie 1934 Gau-, dann Obergauärztin im Bund Deutscher Mädel (BDM). Von 1936 bis 1940 war sie Wissenschaftliche Assistentin am Hochschulinstitut für Leibesübungen der Friedrich-Wilhelms-Universität Berlin (FWU) und zusätzlich Ärztin an der Deutschen Hochschule für Leibesübungen und der Reichsakademie für Leibesübungen. Als ärztliche Betreuerin der Olympiamannschaft 1936 führt sie rassebiologische Studien an den Olympiateilnehmerinnen durch. 1938 erfolgte ihre Habilitation für Sportmedizin. Ab 1940 war sie Dozentin für Sportmedizin an der FWU. Nach dem Krieg wurde sie zunächst Oberassistentin am Anatomischen und Anatomisch-Biologischen Institut der Medizinischen Fakultät der Universität Berlin, ehe sie 1946 Professorin für Sportmedizin an der Medizinischen Fakultät der Universität Berlin wurde. 1948 wurde sie kurzzeitig wegen politischer Unzuverlässigkeit an die Universität Greifswald versetzt, wo ihr die Leitung des Anatomischen Instituts übertragen wurde. Wegen Personalmangels wird sie rasch nach Berlin zurückgeholt. Hier kündigte sie 1951 und siedelte nach Westberlin über, wo sie zunächst am Max-Planck-Institut für Silicatforschung arbeitete. Sie wartete auf ein Forschungsstipendium, ehe sie 1953 Wissenschaftliche Mitarbeiterin am Anatomischen Institut der Freien Universität Berlin wurde. 1954 wurde sie außerordentliche Professorin am selben Institut und 1955 außerordentliche und 1965 ordentliche Professorin für Sportmedizin an der Pädagogischen Hochschule Berlin wurde, wo sie 1969 emeritiert wurde. 1967 war sie Prorektorin der PH Berlin. Mit dem Botaniker Volkmar Denckmann bot sie die interdisziplinäre Lehrveranstaltung „Das Welt- und Menschenbild der modernen Naturwissenschaft“ an.
Als Sportmedizinerin gehörte sie allen entsprechenden Gremien des Deutschen Sportbundes an, sie war zudem Vorsitzende des Deutschen Akademikerinnenbundes. Sie vertrat einen an den Sport der Männer angelehnten Frauensport, der auch zur nationalsozialistischen Zeit nicht die Weiblichkeit und Gebärfähigkeit in den Vordergrund stellte, sondern das körperlich-sportliche Leistungsvermögen und dessen anatomisch-physiologischen Bedingungen.

## Publikationen (Auswahl)
- Frau und Leibesübungen im Wandel der Zeit, Schorndorf, Karl Hofmann Verlag 1965
- (mit Ingeborg Bausenwein): Frau und Leibesübungen – Auswertung einer Umfrage über die Rolle der Leibesübungen in den Lebensgewohnheiten der Bevölkerung, Mülheim/Ruhr, Gehörlosen-Druckerei und Verlag 1967